# ウダチ
ウダチ(モンゴル語: Udači,? - ？)とは、13世紀初頭にチンギス・カンに仕えたウリヤンカン部出身の千人隊長の一人。
『集史』などのペルシア語史料ではاوداچي(ūdāchī)と表記されるが、これはモンゴル語Egüdečiの転訛で、門守＝陵墓守を意味する名前ではないかと見られる。

## 概要
ウダチについては『元朝秘史』などに言及がなく、フレグ・ウルスで編纂された『集史』にのみ記録が残されている。『集史』によるとウダチは「森のウリヤンカン部」出身で、チンギス・カンの任命した左翼15番目の千人隊長であった。「森のウリヤンカン部族志」の伝える所によると、ウダチ率いる千人隊は「ブルカン・カルドゥンにあるチンギス・カンの御陵を守護すること」を使命として代々ブルカン・カルドゥンに駐屯していたという。
『集史』の他の箇所にはウダチの千人隊が「チンギス・カン家と姻戚関係を結ばなかった」「決して出征することはなかった」「決して親衛隊(ケシクテイ)に入ることはなかった」とも記されており、チンギス・カン家の御陵の守護のみを任務とする、他とは異なる性格を持つ千人隊であったことが窺える。チンギス・カン一族の御陵の守護のみを使命とし、内政・外政などには携わらなかったためかウダチに関する記録は少なく、『元朝秘史』などの史料にも言及はない。
チンギス・カンがモンゴル帝国を建国してからおよそ300年後、分裂状態にあったモンゴリアはダヤン・ハーンによって再統一され、「ダヤン・ハーンの6トゥメン」と呼ばれる6大部族(チャハル、ハルハ、ウリヤンハン、オルドス部、トゥメト、ヨンシエブ)がモンゴル高原の東半を支配した。このうち、ウリヤンハン・トゥメンは『蒙古源流』に「主の黄金の棺(altan kömörge)を守った、また大きな運命のある国人」であると記されており、チンギス・カンの一族の御陵を守ることを使命としていた。そのため、北元時代の「ウリヤンハン・トゥメン」とはチンギス・カンの時代に始まる「ウダチのウリヤンカン千人隊」の直接の後身であると考えられている。